# Charles Scott (Lacrossespieler)
Charles Hubert Scott (* 27. Oktober 1883 in Dedham; † 7. November 1954 in Bowdon) war ein britischer Lacrossespieler.

## Erfolge
Charles Scott war bei den Olympischen Spielen 1908 in London Mitglied der britischen Lacrossemannschaft und spielte auf der Position des Torwarts. Neben ihm gehörten außerdem George Alexander, George Buckland, Sydney Hayes, Reginald Martin, Edward Jones, Hubert Ramsey, Norman Whitley, Johnson Parker-Smith, Gerald Mason, Wilfrid Johnson und Eric Dutton zum Aufgebot. Nach dem Rückzug der südafrikanischen Mannschaft wurde im Rahmen der Spiele lediglich eine Lacrosse-Partie gespielt, die zwischen dem Gastgeber aus Großbritannien und Kanada ausgetragen wurde. Nach einer 6:2-Halbzeitführung gewannen die Kanadier die Begegnung letztlich mit 14:10, sodass Scott ebenso wie seine Mannschaftskameraden die Silbermedaille erhielt.
Scott spielte auf Vereinsebene für den West London Lacrosse Club und den Stockport Lacrosse Club sowie auf County-Ebene für Middlesex. Mehrfach vertrat er The South bei den damals prestigereichen Begegnungen gegen The North. Von Beruf war Scott, der auch Cricket und Rugby spielte, Ölhändler.